# Каймак (село)

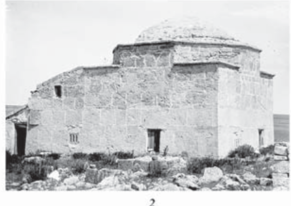
Не сохранившаяся мечеть селения. До 1917 г.

Кайма́к (укр. Каймак, крымскотат. Qaymaq, Къаймакъ) — исчезнувшее село в Черноморском районе Республики Крым, располагавшееся на востоке района, в балке Старый Донузлав, степной части Крыма, примерно в полутора километрах к юго-западу от современного села Хмелево.

### Динамика численности населения
| - 1806 год — 47 чел. - 1864 год — 16 чел. - 1889 год — 97 чел. - 1892 год — 58 чел. | - 1900 год — 38 чел. - 1915 год — 94/12 чел. - 1926 год — 7 чел. |

## История
Первое документальное упоминание сёл встречается в Камеральном Описании Крыма… 1784 года, судя по которому, в последний период Крымского ханства Конджак входил в Тарханский кадылык Козловскаго каймаканства. После присоединения Крыма к России (8) 19 апреля 1783 года, (8) 19 февраля 1784 года, именным указом Екатерины II сенату, на территории бывшего Крымского ханства была образована Таврическая область и деревня была приписана к Евпаторийскому уезду. После павловских реформ, с 1796 по 1802 год входила в Акмечетский уезд Новороссийской губернии. По новому административному делению, после создания 8 (20) октября 1802 года Таврической губернии, Каймак был включён в состав Яшпетской волости Евпаторийского уезда.
По Ведомости о волостях и селениях, в Евпаторийском уезде с показанием числа дворов и душ… от 19 апреля 1806 года, в деревне Кайман числилось 8 дворов, 46 крымских татар и 1 ясыр. На военно-топографической карте генерал-майора Мухина 1817 года деревня Каймак обозначена также с 8 дворами. После реформы волостного деления 1829 года Каймак, согласно «Ведомости о казённых волостях Таврической губернии 1829 года», остался в составе Яшпетской волости. На карте 1836 года в деревне 10 дворов. Затем, видимо, вследствие эмиграции крымских татар в Турцию, деревня заметно опустела, и на карте 1842 года Каймак обозначен условным знаком «малая деревня» (это означает, что в нём насчитывалось менее 5 дворов).
В 1860-х годах, после земской реформы Александра II, деревню приписали к Курман-Аджинской волости. В «Списке населённых мест Таврической губернии по сведениям 1864 года», составленном по результатам VIII ревизии 1864 года, Каймак — владельческая татарская деревня, с 6 дворами, 16 жителями и 2 мечетями при балке Донузлаве. На трёхверстовой карте 1865—1876 годов в деревне Каймак показаны также 6 дворов. В «Памятной книге Таврической губернии 1889 года», включившей результаты Х ревизии 1887 года, в деревне Каймак числился 21 двор и 97 жителей. Согласно «…Памятной книжке Таврической губернии на 1892 год», в деревне Каймак, входившей в Дениз-Байчинский участок, было 58 жителей в 11 домохозяйствах.
Земская реформа 1890-х годов в Евпаторийском уезде прошла после 1892 года; в результате Каймак приписали к Донузлавской волости. По «…Памятной книжке Таврической губернии на 1900 год» в деревне числилось 38 жителей в 7 дворах. По Статистическому справочнику Таврической губернии. Ч.II-я. Статистический очерк, выпуск пятый Евпаторийский уезд, 1915 год, в селе Каймак Донузлавской волости Евпаторийского уезда числилось 20 дворов с татарскими жителями (все дворы с землёй) в количестве 94 человек приписного населения и 12 — «постороннего», из которых 69 мужчин и 42 женщины. Жители владели 363 десятинами удобной земли. В хозяйствах имелось 45 лошадей, 24 вола, 25 коров и 300 голов мелкого скота. Также числились 2 одноимённых хутора (казённые, № 1 и № 2).
После установления в Крыму Советской власти, по постановлению Крымревкома от 8 января 1921 года № 206 «Об изменении административных границ» была упразднена волостная система и образован Евпаторийский уезд, в котором создан Ак-Мечетский район и село вошло в его состав, а в 1922 году уезды получили название округов. 11 октября 1923 года, согласно постановлению ВЦИК, в административное деление Крымской АССР были внесены изменения, в результате которых округа были отменены, Ак-Мечетский район упразднён и село вошло в состав Евпаторийского района. Согласно Списку населённых пунктов Крымской АССР по Всесоюзной переписи 17 декабря 1926 года, в хуторе Каймак, Ак-Коджинского сельсовета Евпаторийского района, числилось 3 двора, все крестьянские, население составляло 7 человек, все татары. Постановлением КрымЦИКа от 30 октября 1930 года «О реорганизации сети районов Крымской АССР» был восстановлен Ак-Мечетский район (по другим данным, это произошло 15 сентября 1931 года), и село вновь включили в его состав. Село встречается на двухкилометровке РККА 1942 года.
В 1944 году, после освобождения Крыма от фашистов, согласно Постановлению ГКО СССР № 5859 от 11 мая 1944 года, 18 мая крымские татары были депортированы в Среднюю Азию. Видимо, опустевшее после войны и депортации село не возрождали.